# Masatoshi Ozaki
Masatoshi Ozaki (尾崎正敏?, Ozaki Masatoshi; 5 maggio 1931 – 5 marzo 2025) è stato un allenatore di pallacanestro giapponese.

## Carriera
Ha guidato il Giappone ai Giochi olimpici di Montréal 1976 e a tre edizioni dei Campionati mondiali (1971, 1975, 1979).